# Mona Saint Cyr
Monica Maria Margareta (Mona) Saint Cyr, född S:t Cyr Jonsson 15 februari 1934 i Enköping, är en svensk planeringssekreterare och  moderat politiker. Mellan 1981 och 1994 var hon riksdagsledamot för Östergötlands läns valkrets.